# Hugh de Mapenore
Hugh de Mapenore († 16. April 1219) war ein Bischof der englischen Diözese Hereford.

## Herkunft
Hugh de Mapenore war ein Sohn von Robert de Mapenore und dessen Frau Matilda. Der Familie Mapenore gehörte seit Mitte des 12. Jahrhunderts Hampton Manors bei Leominster. Da Hugh als Magister bezeichnet wurde, muss er eine höhere Schule besucht haben. 

## Karriere als Geistlicher
Frühestens 1189, spätestens 1196 stand Hugh im Dienst des mächtigen Marcher Lords William III de Briouze. Dessen Sohn Giles wurde 1200 Bischof von Hereford. Im Gefolge von Giles wurde Hugh bischöflicher Beamter und zwischen dem 30. November 1201 und dem 29. September 1202 zum Dekan der Kathedrale von Hereford ernannt. Als Dekan diente Hugh häufig als päpstlicher Richter in kirchlichen Streitfällen. Dazu musste er die Privilegien des Kathedralkapitels in mehreren Prozessen verteidigen, unter anderem in einem Prozess gegen Llanthony Secunda Priory, die verlangte, dass Bürger aus Hereford nicht nur in der Kathedrale, sondern auch in der Prioratskirche beigesetzt werden dürfen. Der anonyme Autor der Prose Salernitan Questions spottete dagegen über Hughs Sexualleben, das ausgeprägter als das anderer Geistlicher gewesen sein soll. 1208 fiel die Familie Briouze bei König Johann Ohneland in Ungnade. Bischof Giles flüchtete ins französische Exil, während Hugh wohl mit William III de Briouze, der erfolglos gegen den König rebellierte, nach Irland ging. Dort bezeugte er Urkunden Briouzes. Wann Hugh nach dem Scheitern der Rebellion des 1211 im Exil gestorbenen William de Briouze nach Hereford zurückkehrte, ist ungewiss, doch spätestens im Januar 1212 war er wieder in Hereford. 

## Bischof von Hereford

### Wahl zum Bischof
Nach dem Tod von Bischof Giles de Briouze wählte das Kathedralkapitel am 3. Februar 1216 Hugh zum neuen Bischof, auch wenn er nicht zu den Kandidaten gehörte, die der König zur Wahl vorgeschlagen hatte. Der König, der sich zu dieser Zeit mitten im Ersten Krieg der Barone gegen eine mächtige Adelsopposition befand, wandte sich daraufhin an den Papst und behauptete, mit dieser Wahl sei das Kathedralkapitel exkommuniziert. Papst Honorius III. übertrug im August 1216 die Entscheidung dem päpstlichen Legaten Guala, der kurz nach dem Tod von Johann Ohneland in der Nacht zum 19. Oktober die Wahl von Hugh anerkannte. Am 27. Oktober gelobte Hugh Erzbischof Stephan Langton Gehorsam, und am 18. Dezember 1216 wurde Hugh von Bischof Silvester von Worcester in Gloucester zum Bischof geweiht.

### Unterstützer von König Heinrich III.
Hugh unterstützte loyal den Regentschaftsrat, der für den minderjährigen König Heinrich III. die Regierung führte. Am 20. Mai 1217 nahm er an der Seite der königlichen Truppen an der Schlacht von Lincoln teil. Andererseits setzte er sich im Juni 1217 zusammen mit Ralph de Neville bei der Regierung für den Rebellen Geoffrey de Longchamp ein. Im März 1218 bezeugte Hugh den Frieden von Worcester zwischen dem walisischen Fürsten Llywelyn ab Iorwerth und dem englischen König. Wenig später, Ende April, geleitete Hugh die südwalisischen Fürsten nach Woodstock, wo sie dem englischen König huldigten. 

### Wirken als Bischof von Hereford
Trotz Hughs kurzer Amtszeit als Bischof sind von ihm mehr als 20 Urkunden erhalten. In Leominster Priory erlaubte er den Bau einer Kapelle, die dem Andenken von Bischof Giles de Briouze und von Hughs eigenen Eltern gewidmet war. Reading Abbey, die das Mutterhaus von Leominster Priory war, erlaubte er, Mönche in das Priorat zu versetzen und auch wieder abzuziehen. Der Abtei von Lyre in der Normandie, die 1204 von Frankreich erobert worden war, hatte noch Patronatsrechte an Pfarrgemeinden in Herefordshire. Hugh wandelte diese Rechte in ein Benefiziat um, dass dem Abt der Abtei von Lyre zustand. Dieser wurde in England von einem Vikar vertreten, der für den liturgischen Gesang bei den Gottesdiensten in der Kathedrale von Hereford verantwortlich sein sollte. Mit der Schaffung eines solchen Amtes folgte Hugh dem Beispiel anderer Diözesen, vor allem der Diözese Salisbury. Am 6. Juni 1218 nahm er an der Weihe des Neubaus der Kathedrale von Worcester teil. Noch am 14. April 1219 bezeugte er eine Urkunde für Gloucester Abbey, starb jedoch zwei Tage später. Er wurde in der Kathedrale von Hereford begraben.